# Mil proverbis
Llibre de mil proverbis és una obra de Ramon Llull que conté consells, amonestacions i sentències que abracen àmbits diversos: teologia, filosofia, moral, vida social i vida pràctica. Va ser escrit per Llull el 1302 en alta mar de retorn de Xipre. La primera edició publicada data del 1746 a Mallorca, a cura de Miquel Cerdà i Miquel Amorós.
Van repartides en cinquanta-dos capítols, el nombre per capítol variant de disset o vint-i-dos, amb una mitjana de vint. Cada capítol està dedicat a una virtut, una qualitat moral o una condició. El principi segueix l'ordenança d'una jerarquia : De Déu, De prelat, De príncep, De subjecte, etc.
Les qualitats de l'obra són la lleugeresa en la concisió, la simplicitat tota didàctica, la musicalitat mnemotècnica; la redacció essent alliberada dels constrenyiments de la demostració escolàstica, de les feixugors del seu aparat.
Aquestes sentències revelen una intel·ligència girada cap a la perfecció, així com una destresa a concentrar l'amplitud de la llum. Aquestes dues qualitats han de fer de l'obra un clàssic del pensament.